# Honsdorf
Honsdorf ist ein Ortsteil von Geilenkirchen im Kreis Heinsberg im Bundesland Nordrhein-Westfalen.

## Geographie

### Lage
Honsdorf liegt nordöstlich der Kernstadt Geilenkirchens an der nördlichen Stadtgrenze am Rande des Wurmtales unterhalb eines Terrassenhanges.

### Gewässer

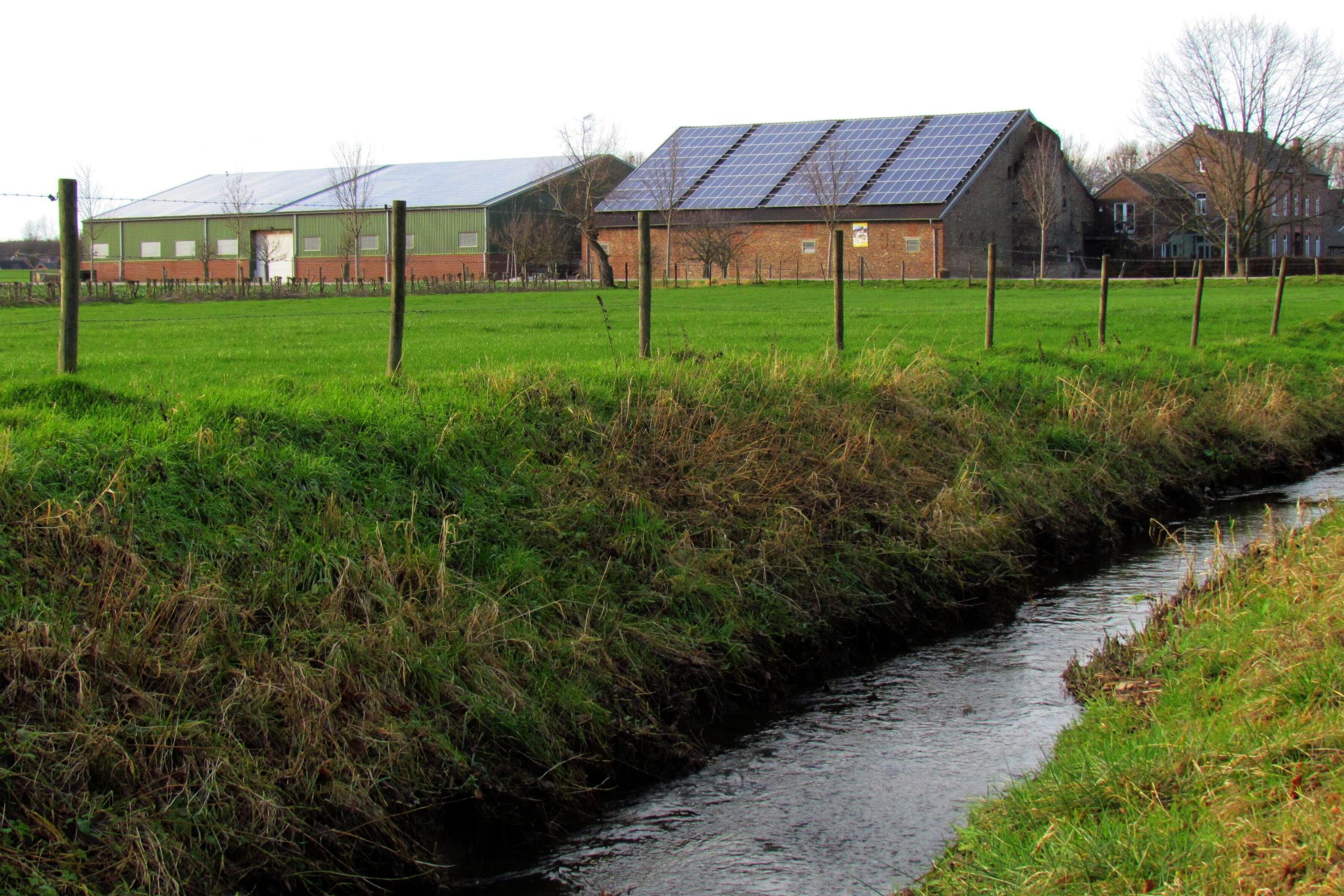
Das Beeckfließ in Honsdorf, im Hintergrund Haus Honsdorf

Durch Honsdorf verläuft das Beeckfließ (GEWKZ 28286). Das Beeckfließ diente vor Schließung der Zeche auch als Gruben- und Brauchwasserkanal der ehemaligen Grube Carl Alexander in Baesweiler. Es durchfließt die Ortschaften Floverich, Apweiler, Beeck, Leiffarth und Honsdorf und mündet nach 13,3 km unterhalb von Honsdorf in die Wurm. Vor Beeck nimmt das Beeckfließ das Wasser vom Gereonsweiler Fließ auf. Hinter Beeck fließt das Wasser vom Immendorfer Fließ hinzu.

### Nachbarorte
| Nirm      | Randerath                                   | Brachelen |
| Flahstraß | Kompassrose, die auf Nachbargemeinden zeigt | Lindern   |
| Würm      | Leiffarth                                   | Beeck     |

### Siedlungsform
Honsdorf ist ein locker bebauter Weiler. Die in Resten noch vorhandene frühere Wasserburg Haus Honsdorf zeigt sich heute als größerer Bauernhof am nordwestlichen Rand der Ortslage.

## Geschichte

Zeichnung der heute nur noch in Resten vorhandenen Wasserburg in Honsdorf (aus dem Bildbestand des ehemaligen Schlosses Harff)

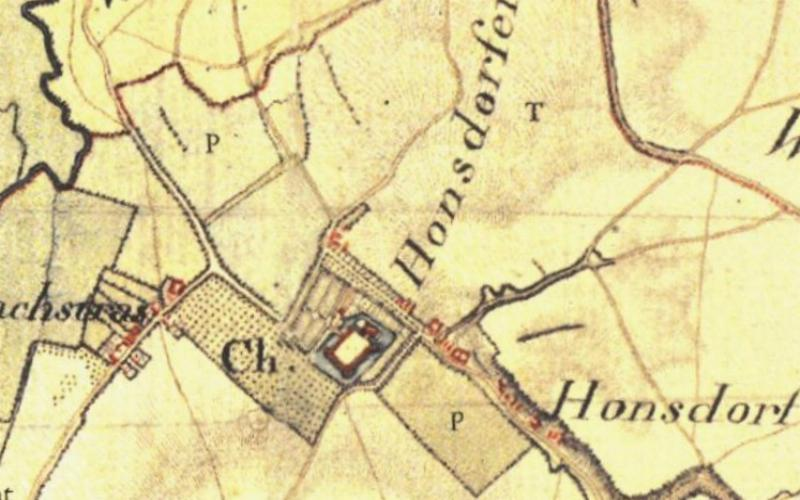
Honsdorf auf der Tranchotkarte, 1803–1820

### Ortsname
- 1170 (de) Hundestorp
- 1244 (de) Hunzthorpe
- 1451 Honssdorp
- 1540 Honxstrop
- 1666 Honstorp

### Ortsgeschichte
In früherer Zeit gehörte Honsdorf zum Jülicher Amt Randerath. Die Burg zu Honsdorf war ein Randerather Lehen. Siehe zur Ortsgeschichte auch den Artikel über das Haus Honsdorf selbst.
Honsdorf hatte 1828, zugehörig zur Bürgermeisterei Würm insgesamt 103 Einwohner. 1852 waren es 246 Einwohner und der Ort gehörte weiterhin zur Bürgermeisterei Würm und damit zum Amt Immendorf-Würm. Im Zuge der Gebietsreform wurde zum 1. Januar 1972 das Amt Immendorf-Würm aufgelöst. Rechtsnachfolger ist nach § 29 des Aachen-Gesetzes die Stadt Geilenkirchen.

### Kirche
Honsdorf bildet mit den Orten Beeck, Flahstraß, Kleinsiersdorf, Leiffarth, Müllendorf, Thomashof und Würm die römisch-katholische Pfarre Würm.  Im Zuge einer Pfarrgemeindereforme im Bistum Aachen wurde die ehemals eigenständige katholische Pfarrgemeinde St. Gereon Würm in die Gemeinschaft der Gemeinden (GdG) St. Bonifatius Geilenkirchen eingegliedert.

## Politik
Der Ort ist gemäß der Hauptsatzung der Stadt Geilenkirchen Teil des Geilenkirchener Stadtbezirks Würm, den es gemeinsam mit den Orten Leiffarth, Flahstraß, Müllendorf und Würm bildet. Der Stadtbezirk Würm mit derzeit (2012) 1568 Einwohnern (Würm, Leiffarth, Müllendorf, Honsdorf, Flahstraß) wird durch einen Ortsvorsteher im Stadtrat der Stadt Geilenkirchen vertreten.

## Sehenswürdigkeiten
- Haus Honsdorf, Nebengebäude
- Haus Honsdorf, Pächterhaus
- Backhaus, hinter dem Wohnhaus Honsdorf Nr. 64

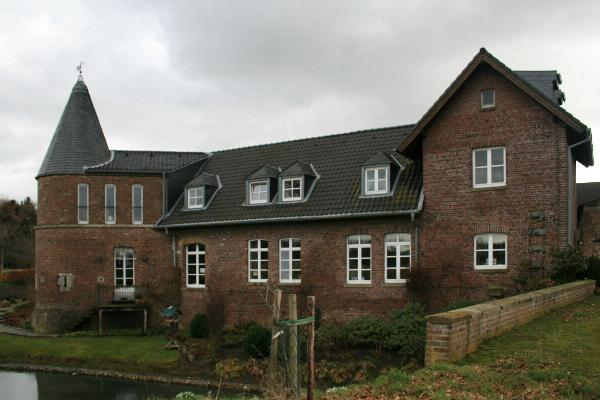
Haus Honsdorf, Nebengebäude
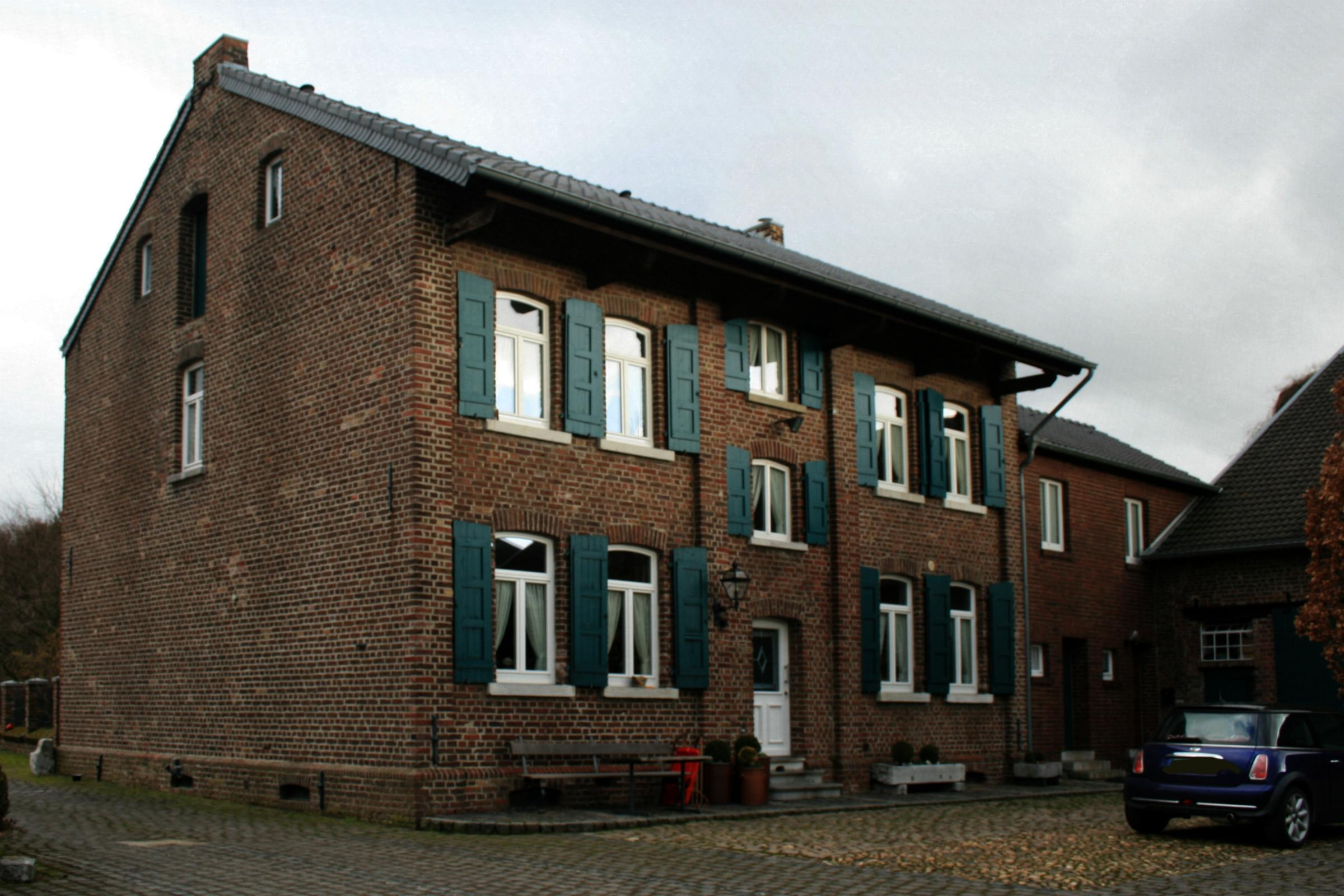
Haus Honsdorf, Pächterhaus, Hofseite
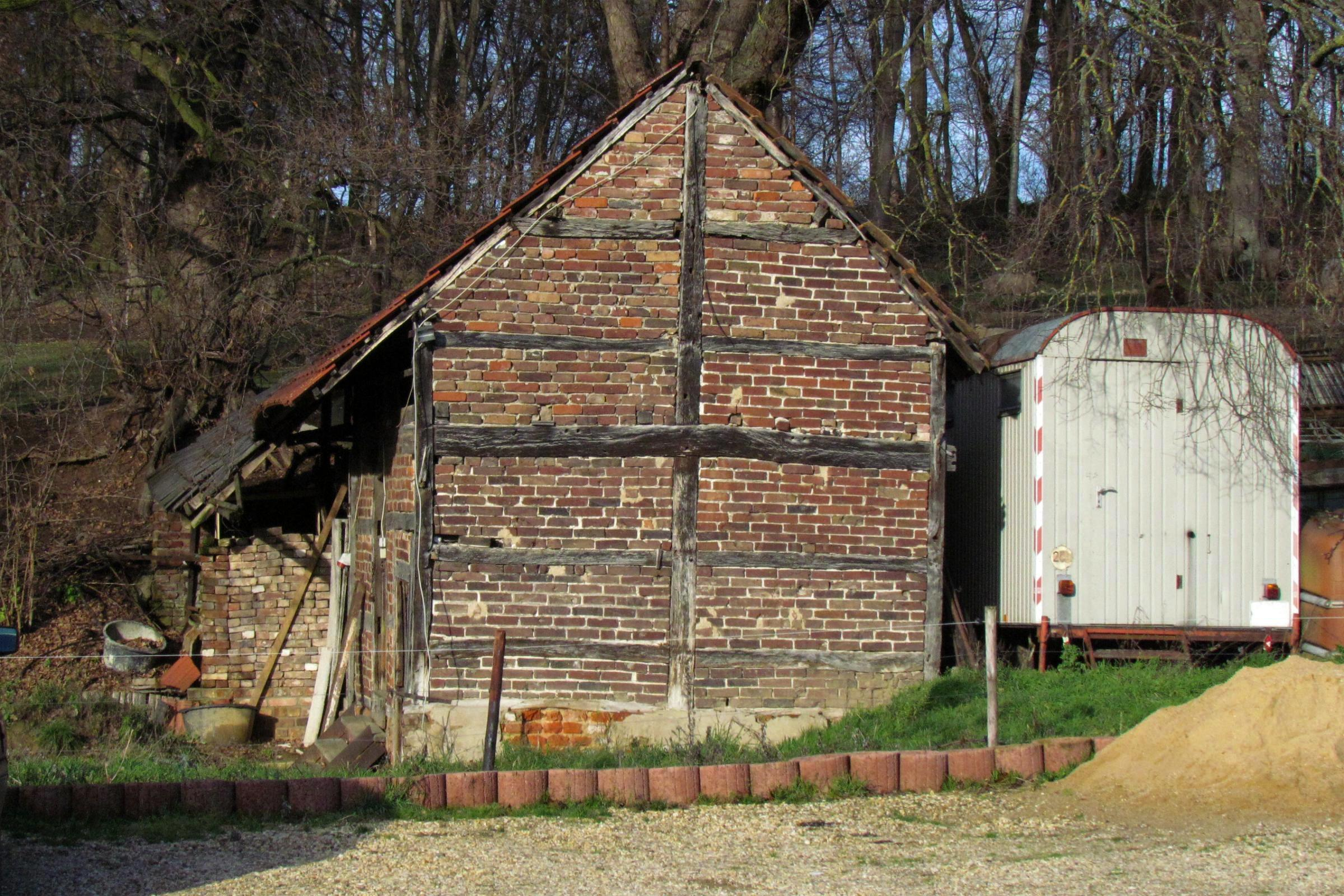
Backhaus hinter Haus Nr. 64

## Infrastruktur
- Im November 2012 lebten in Honsdorf 129 Personen.
- In 500 m Entfernung tangiert ein Weg des Radverkehrsnetzes NRW den Ort.

## Öffentlicher Nahverkehr
Honsdorf ist an Schultagen mit einzelnen Fahrten der Buslinie 494 der WestVerkehr an das ÖPNV-Netz des Aachener Verkehrsverbundes angeschlossen. Abends und am Wochenende kann der Multi-Bus angefordert werden.
| Linie | Verlauf |
| ----- | --- |
| 494   | Geilenkirchen Bf – Süggerath – Müllendorf – Würm – (Beeck –) Leiffarth – (Flahstraß – Honsdorf –) Lindern Bf |

## Vereine
- Förderverein der Ortsvereine Würm e. V.
- Katholische Frauengemeinschaft der Pfarre Würm
- Freiwillige Feuerwehr Geilenkirchen, Löschgruppe Würm, auch zuständig für Honsdorf

## Straßennamen
In Honsdorf gibt es keine Straßennamen. Anstelle des Straßennamens und der Hausnummer tritt in der postalischen Anschrift der Ortsname Honsdorf und die Hausnummer.